# Liste der Officers des Order of Canada/W
Diese Liste gibt einen Überblick aller Personen, die mit der Auszeichnung Officer of the Order of Canada ausgezeichnet wurden.

## W
1. Eleanor Wachtel
2. Juhn A. Wada
3. Jean Casselman Wadds
4. Norman E. Wagner
5. Frederick James Wah (2013)
6. Mark A. Wainberg
7. Peter B. Waite
8. Carolyn Jane Waldo-Baltzer
9. Jeff Wall (* 1946)
10. Catherine Wallace
11. Ian Hugh Wallace (2012)
12. Lawrence J. Wallace
13. Pamela Wallin
14. Hugh M. Wallis
15. Jean-Pierre Wallot
16. Norma E. Walmsley
17. Harry Walsh (2010)
18. Arnold M. Walter
19. Maxwell William Ward (1921–2020)
20. Norman Ward
21. John Warkentin
22. Harry V. Warren
23. J. C. Roger Warren
24. Jake H. Warren
25. Philip J. Warren
26. Mamoru Watanabe
27. Lise Watier (2012)
28. Maud H. Watt
29. Sheila Watt-Cloutier (* 1953)
30. Richard Waugh (2012)
31. Robert Weaver
32. Phyllis Webb
33. R. Howard Webster
34. John H. Wedge
35. Ben Weider
36. Paul Cronin Weiler
37. William Weintraub
38. John Weinzweig (1913–2006)
39. Bryce Weir
40. James Vernon Weisgerber (2013)
41. Robert Stanley Kemp Welch
42. Harry L. Welsh
43. Janet F. Werker
44. Nellie H. West
45. W. Galen Weston
46. W. Garfield Weston
47. Dorothy Anne Wheeler
48. Kenny Wheeler (1930–2014)
49. Eugene F. Whelan
50. Mary Anne White
51. Robert White
52. William A. White
53. Herbert W. Whittaker
54. Irene F. Whittome
55. Charlotte Whitton
56. Hayley Wickenheiser (2011)
57. Rudy Wiebe (* 1934)
58. Joyce Wieland
59. Edith Wiens (* 1950)
60. Karel Wiesner
61. E. Douglas Wigle
62. Martin B. Wilk
63. Brian Williams (2011)
64. Dafydd Rhys Williams (2013)
65. Lorna Wanosts’a7 Williams
66. Lynn R. Williams
67. Percy A. Williams
68. Donald R. Wilson
69. Ethel Wilson
70. John Owen Wilson
71. Lynton Ronald Wilson
72. Michael H. Wilson (2010)
73. William Charles Winegard (1998)
74. Warren Winkler
75. Francis G. Winspear
76. Gordon Arnaud Winter
77. Sydney Francis Wise
78. Clarence Dexter Wiseman
79. Ronald J. Wonnacott
80. Harry Douglas Woods
81. Stephen Worobetz
82. James Worrall
83. Ronald G. Worton (2011)
84. Wayne Wouters
85. Clifford Wright
86. Douglas Tyndall Wright
87. Gordon Michael Wyant
88. Paul Wyczynski
89. Max Wyman
90. John Earl Wynands
91. Hugh R. Wynne-Edwards
92. Tim Wynne-Jones (2011)